# Лобаниха (Алтайский край)
Лобаниха — село в Новичихинском районе Алтайского края России. Административный центр Лобанихинского сельсовета.
Население 367 человек (2013).

## География
Расположено у истока реки Лобаниха, примерно в 21 км к востоку от села Новичиха и в 185 км к юго-западу от Барнаула.

## История
Село основано в 1891 году.
Входил в Барнаульский уезд Томской губернии.
Постановлением Сибревкома от 04.08.1920 г. был образован Лобанихинский сельсовет.

## Население
| 1997 | 1998 | 1999 | 2000 | 2001 | 2002 | 2003 | 2004 | 2005 | 2006 |
| ---- | ---- | ---- | ---- | ---- | ---- | ---- | ---- | ---- | ---- |
| 571  | ↘550 | ↗567 | ↘564 | ↘535 | ↘513 | ↘486 | ↘474 | ↘460 | ↘455 |
| 2007 | 2008 | 2009 | 2010 | 2011 | 2012 | 2013 |      |      |      |
| ↗458 | ↘429 | ↗437 | ↘371 | ↗373 | ↘370 | ↘367 |      |      |      |

## Известные уроженцы, жители
Михаил Дмитриевич Рыбалкин — командир отделения саперного взвода 1081-го стрелкового полка (312-я стрелковая дивизия, 69-я армия, 1-й Белорусский фронт), кавалер ордена Славы трёх степеней.

## Инфраструктура
Лобанихинская ООШ — филиал МКОУ Поломошенская СОШ.
Администрация Лобанихинского сельсовета.

## Транспорт
Село доступно автомобильным транспортом по автодороге общего пользования регионального значения 01К-77 Новичиха — Поломошное — Лобаниха — Клепечиха  (идентификационный номер 01 ОП Р3 01К-77).